# مختبرات أبدية
المختبرات الأبدية (بالإنجليزية:  Forever labs)‏ هي شركات لإطالة الحياة تستخدم إجراءات في العيادات الخارجية للحصول علي الخلايا الجذعية المتعلقة باللحمة المتوسطة لإمكانية استخدامها في العلاج في المستقبل، في حين أن جمع وتخزين دم الحبل السري للرضع أصبح أمرًا شائعًا منذ التسعينيات فإن المختبرات الأبدية معروفة بكونها أول شركة تقدم جمع وتخزين الخلايا الجذعية البالغة.

## التاريخ
تأسست المختبرات الأبدية في آن أربر بولاية ميشيغان عام 2015 على يد الدكتور مارك كاتاكوسكي والدكتور بن بولر والدكتور ليث فارجو وستيفن كلوزنيتسر. بعد الإطلاق الأولي في ميشيغان تعمل الشركة الآن في ثماني ولايات. في صيف عام 2017 تمت دعوة المختبرات الأبدية للمشاركة في وادي السيليكون.

## الإجراء
تتعاقد شركات المختبرات الأبدية مع الأطباء المرخصين لإجراء عملية التجميع، يستلقي المريض على جانبه ويتم تطهير المنطقة الواقعة فوق الورك مباشرة وتخديرها موضعيًا ثم يستخدم الطبيب حقنة خاصة لجمع النخاع العظمي ويتم نسج الخلايا بأجهزة طرد مركزي خاصة وتبريدها وشحنها إلى منشأة تخزين طويلة الأجل. تستغرق العملية بأكملها عادةً من 15 إلى 20 دقيقة.

## التخزين والاستخدام المستقبلي
يتم تخزين الخلايا الجذعية للمريض في مستودع حيوي مبرد من الدرجة السريرية للسحب والتوسع والاستخدام المستقبلي في الوقاية من الأمراض وعلاجات التعمير والعلاجات الطبية المتجددة.
تُجري حاليًا مئات التجارب السريرية لدراسة تأثيرات العلاج بالخلايا الجذعية.